# Hyperecta acmodeta
Hyperecta acmodeta är en fjärilsart som beskrevs av Edward Meyrick 1931. Hyperecta acmodeta ingår i släktet Hyperecta och familjen stävmalar. Inga underarter finns listade i Catalogue of Life.